# SnipSnap
SnipSnap ist ein sogenanntes WikiLog oder Bliki – es vereint also die Funktionalitäten von Wikis und Weblogs. SnipSnap ist als freie Software unter der GNU General Public Licence (GPL) verfügbar und legt den Fokus auf eine einfache Installation. Produziert wurde die Software am Fraunhofer-Institut für Rechnerarchitektur und Softwaretechnik (FIRST). Die Entwicklung von SnipSnap wurde am 29. Juni 2007 eingestellt.

## Eigenschaften
SnipSnap hat einige besondere Eigenschaften, die es besonders interessant für den Einsatz als Wissensmanagement-Werkzeug und für Dokumentation und Kommunikation in Softwareentwicklungsprojekten machen:
- Verschiedene Themes, die leicht als Wikiseiten bearbeitet werden können
- Einfache Verweise mit ganzen Phrasen und Sätzen
- Namensräume
- Groovy Scripting als Teil des Wiki
- Metadaten für Kategorisierung
- Hochladen von Bildern und anderen Dateien
- Makros, mit der die Wiki-Sprache leicht erweitert werden kann
- Graphendarstellung (textuelle Beschreibung wird in Grafik umgesetzt)
- UML-Scripting
- Voll UTF-8-kompatibel
- Unterstützung verschiedener Sprachen (Lokalisierung)